# San Lorenzo (Corrientes)
San Lorenzo es una localidad y municipio en el Departamento Saladas, provincia de Corrientes, Argentina. Se ubica a unos 81 kilómetros de la ciudad de Corrientes.
Es conocida como la Capital del ladrillo.

## Población
Cuenta con 2 569 habitantes (Indec, 2010), lo que representa un incremento del 22% frente a los 2 098 habitantes (Indec, 2001) del censo anterior.
| Gráfica de evolución demográfica de San Lorenzo entre 1991 y 2010 |
|                                                                   |
| Fuente: Censos nacionales del INDEC                               |

## Historia
El 14 de julio de 1908 se funda el pueblo de San Lorenzo en las inmediaciones del Paso Zamora y del Arroyo San Lorenzo.
Su nombre fue impuesto en homenaje al combate de San Lorenzo librado el 3 de febrero de 1813 entre las fuerzas realistas y los Granaderos a Caballo de José de San Martín. El paraje ya se llamaba San Lorenzo en la época del viaje de Fray Pedro José de Parras (Diario y derrotero de sus viajes:1749-1753 http://www.cervantesvirtual.com/obra/diario-y-derrotero-de-sus-viajes-17491753-espanario-de-la-platacordobaparaguay--0/)
San Lorenzo son llamados el arroyo, el pueblo y la estación del ferrocarril, pertenecientes a la 3.ª. Sección del departamento Saladas. Dista 23 kilómetros de Saladas y 21 de Empedrado, entre las cuales se encuentra.
El actual municipio fue un antiguo paraje con población espontánea dedicada a ser una de las "postas" al sur de la ciudad de Corrientes al sur. La zona siempre tuvo una población transitoria desde el período colonial. El vecindario sirvió de enlace entre la ciudad de Corrientes y la "Guardia" de las Saladas, hasta que en 1723, destruida por la invasión de los nómades del Chaco, la reducción de Santiago Sánchez (en la desembocadura del río Empedrado) fue organizada en el paraje sobre el arroyo San Lorenzo. Una nueva invasión, esta vez de guaycurúes, abipones, mocovíes y matacos, saqueó la reducción dando muerte a sus habitantes, entre ellos, al cura doctrinero fray Antonio Alegre de la orden franciscana. Eran las guerras sin cuartel de la época, las que finalmente ganaron los españoles. Establecida la paz, la zona volvió a poblarse al final del siglo XVIII. Cuando se tendieron las vías del F.C.N.E.A. y se estableció la estación ferroviaria, su vecindario creció con la explotación de los bosques de quebracho de la zona. Miles de durmientes, maderas de construcción para las obras de arte de la empresa y toneladas de combustible, fueron laborándose, naciendo también la industria del ladrillo con las tierras limosas del arroyo San Lorenzo, para las construcciones en los pueblos inmediatos de Saladas y Empedrado.
El 14 de julio de 1908 la propietaria de los terrenos inmediatos a la estación, doña Juana María Romero de Jara, hizo donación de las tierras y el 15 de junio de 1913 el presidente de la Subcomisión municipal solicita al gobierno provincial una mensura del pueblo.
Por ley N.º 315 del 27 de septiembre de 1920, San Lorenzo obtiene el primer gobierno municipal propio, organizado según las bases constitucionales en Comisión de Fomento.
El 16 de mayo de 1936 se crea la Sub-receptoría de Rentas y por el N.º 769 el Juzgado de Paz.

## Parroquias de la Iglesia católica en San Lorenzo
| Arquidiócesis | Corrientes                   |
| ------------- | ---------------------------- |
| Parroquia     | San Lorenzo Diácono y Mártir |